# Liglet
Liglet é uma comuna francesa na região administrativa da Nova Aquitânia, no departamento de Vienne. Estende-se por uma área de 52,53 km². Em 2010 a comuna tinha 315 habitantes (densidade: 6 hab./km²).